# Danh sách tòa nhà cao nhất châu Á

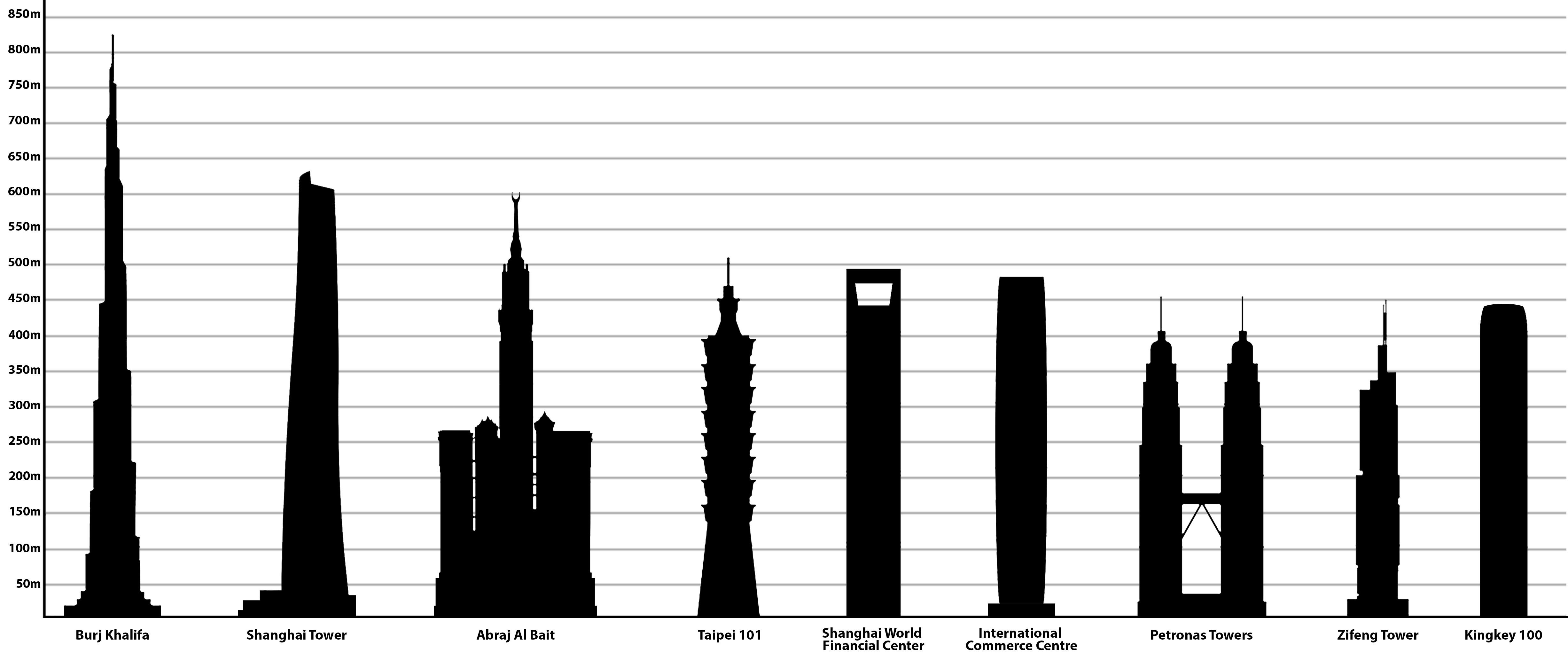
Các tòa nhà cao nhất châu Á trước năm 2014.

Đây là danh sách các tòa nhà cao nhất châu Á, xếp hạng các tòa nhà chọc trời mà cao ít nhất là 350m. Tòa nhà cao nhất hiện nay là Burj Khalifa, cao 828 m (2.717 ft), có 164 tầng. Trước đây, tòa nhà chọc trời đầu tiên của châu Á là Bank of China Tower (Trung Ngân Đại Hạ) tại Hong Kong, cao 367 m (1.204 ft) với 74 tầng, được xây dựng vào năm 1990. Đây là tòa nhà chọc trời đầu tiên được xây dựng bên ngoài Bắc Mỹ. Sau khi xây dựng, nó đã dẫn đến sự bùng nổ việc xây dựng những tòa nhà chọc trời ở châu Á.
Ngày nay, hầu hết các tòa nhà trong số 50 tòa nhà chọc trời cao nhất thế giới là ở châu Á. Trước khi xuất hiện của tòa nhà chọc trời ở châu Á, hầu hết các tòa nhà chọc trời được xây dựng ở Bắc Mỹ giữa năm 1800 đến những năm 1980. Các quốc gia có nhiều nhà chọc trời ở châu Á là Trung Quốc, Ấn Độ, Các Tiểu vương quốc Ả Rập Thống nhất, Malaysia, Singapore, Philippines, Đài Loan, Indonesia và Trung Đông. Trong số các quốc gia này, Trung Quốc là quốc gia phát triển nhanh nhất về tòa nhà chọc trời đối với các nước khác trên thế giới.

## Tòa nhà cao nhất
Danh sách bao gồm các tòa nhà đã hoàn thành có chiều cao trên 350m
| Hạng | Tòa nhà                                        | Hình ảnh     | Thành phố             | Quốc gia    | Chiều cao | Tầng | Hoàn thành |
| ---- | ---------------------------------------------- | ------------ | --------------------- | ----------- | --------- | ---- | ---------- |
| 1    | Burj Khalifa                                   |              | Dubai                 | UAE         | 828       | 163  | 2010       |
| 2    | Merdeka 118                                    |              | Kuala Lumpur          | Malaysia    | 678,9     | 118  | 2022       |
| 3    | Tháp Thượng Hải                                |              | Thượng Hải            | Trung Quốc  | 632       | 128  | 2015       |
| 4    | Tháp Abraj Al Bait                             |              | Mecca                 | Ả Rập Saudi | 601       | 120  | 2012       |
| 5    | Trung tâm Tài chính Quốc tế Bình An            |              | Thâm Quyến            | Trung Quốc  | 599,1     | 115  | 2017       |
| 6    | Lotte World Tower                              |              | Seoul                 | Hàn Quốc    | 555       | 123  | 2017       |
| 7    | Guangzhou CTF Finance Centre                   |              | Quảng Châu            | Trung Quốc  | 530       | 111  | 2016       |
| 8    | Tianjin CTF Finance Centre                     |              | Thiên Tân             | Trung Quốc  | 530       | 97   | 2019       |
| 9    | China Zun                                      |              | Bắc Kinh              | Trung Quốc  | 527,7     | 109  | 2018       |
| 10   | Taipei 101                                     |              | Đài Bắc               | Đài Loan    | 508       | 101  | 2004       |
| 11   | Trung tâm Tài chính Thế giới Thượng Hải        |              | Thượng Hải            | Trung Quốc  | 492       | 101  | 2008       |
| 12   | Trung tâm Thương mại Quốc tế                   |              | Hồng Kông             | Trung Quốc  | 484       | 112  | 2010       |
| 13   | Wuhan Greenland Center                         |              | Vũ Hán                | Trung Quốc  | 475,6     | 97   | 2022       |
| 14   | Landmark 81                                    |              | Thành phố Hồ Chí Minh | Việt Nam    | 461,2     | 81   | 2018       |
| 15   | International Land-Sea Center                  |              | Trùng Khánh           | Trung Quốc  | 458,2     | 98   | 2024       |
| 16   | Changsha IFS Tower T1                          |              | Trường Sa             | Trung Quốc  | 452,1     | 94   | 2018       |
| 17   | Petronas Tower 1                               |              | Kuala Lumpur          | Malaysia    | 451,9     | 88   | 1998       |
| 18   | Petronas Tower 2                               | Kuala Lumpur | Malaysia              | 451,9       | 88        | 1998 |            |
| 19   | Zifeng Tower                                   |              | Nam Kinh              | Trung Quốc  | 450       | 89   | 2010       |
| 20   | Suzhou IFS                                     |              | Tô Châu               | Trung Quốc  | 450       | 95   | 2019       |
| 21   | The Exchange 106                               |              | Kuala Lumpur          | Malaysia    | 445,5     | 95   | 2019       |
| 22   | Wuhan Center Tower                             |              | Vũ Hán                | Trung Quốc  | 443,1     | 88   | 2019       |
| 23   | KK100                                          |              | Thâm Quyến            | Trung Quốc  | 441,8     | 98   | 2011       |
| 24   | Trung tâm Tài chính Quốc tế Quảng Châu         |              | Quảng Châu            | Trung Quốc  | 438,6     | 101  | 2010       |
| 25   | Shandong IFC                                   |              | Tế Nam                | Trung Quốc  | 428       | 88   | 2023       |
| 26   | Marina 101                                     |              | Dubai                 | UAE         | 425       | 101  | 2017       |
| 27   | Dongguan International Trade Center 1          |              | Đông Hoản             | Trung Quốc  | 422,6     | 85   | 2021       |
| 28   | Tháp Kim Mậu                                   |              | Thượng Hải            | Trung Quốc  | 420,5     | 88   | 1998       |
| 29   | Two International Finance Centre               |              | Hồng Kông             | Trung Quốc  | 416       | 104  | 2003       |
| 30   | Princess Tower                                 |              | Dubai                 | UAE         | 414       | 107  | 2012       |
| 31   | Al Hamra Tower                                 |              | Thành phố Kuwait      | Kuwait      | 413       | 80   | 2011       |
| 32   | Haeundae LCT The Sharp Landmark Tower          |              | Busan                 | Hàn Quốc    | 412       | 101  | 2019       |
| 33   | Guangxi China Resources Tower                  |              | Nam Ninh              | Trung Quốc  | 402,7     | 86   | 2020       |
| 34   | Guiyang International Financial Center Tower 1 |              | Quý Dương             | Trung Quốc  | 401       | 79   | 2020       |
| 35   | 23 Marina                                      |              | Dubai                 | UAE         | 392,8     | 90   | 2012       |
| 36   | China Resources Headquarters                   |              | Thâm Quyến            | Trung Quốc  | 392,5     | 68   | 2018       |
| 37   | CITIC Plaza                                    |              | Quảng Châu            | Trung Quốc  | 390,2     | 80   | 1997       |
| 38   | Citymark Centre                                |              | Thâm Quyến            | Trung Quốc  | 388,3     | 70   | 2022       |
| 39   | Shum Yip Upperhills Tower 1                    |              | Thâm Quyến            | Trung Quốc  | 388,1     | 80   | 2020       |
| 40   | Capital Market Authority Tower                 |              | Mecca                 | Ả Rập Saudi | 385       | 75   | 2021       |
| 41   | Shun Hing Square                               |              | Thâm Quyến            | Trung Quốc  | 384       | 69   | 1996       |
| 42   | Dalian Eton Center                             |              | Đại Liên              | Trung Quốc  | 383,2     | 80   | 2016       |
| 43   | Autograph Tower                                |              | Jakarta               | Indonesia   | 382,9     | 75   | 2021       |
| 44   | Logan Century Center 1                         |              | Nam Ninh              | Trung Quốc  | 381,3     | 82   | 2018       |
| 45   | Elite Residence                                |              | Dubai                 | UAE         | 381       | 90   | 2012       |
| 46   | Burj Mohammed bin Rashid                       |              | Abu Dhabi             | UAE         | 381       | 88   | 2014       |
| 47   | Riverview Plaza                                |              | Vũ Hán                | Trung Quốc  | 376       | 73   | 2021       |
| 48   | Dabaihui Plaza                                 |              | Thâm Quyến            | Trung Quốc  | 375,6     | 70   | 2021       |
| 49   | Central Plaza                                  |              | Hồng Kông             | Trung Quốc  | 374       | 78   | 1992       |
| 50   | Dalian International Trade Center              |              | Đại Liên              | Trung Quốc  | 370,2     | 86   | 2019       |
| 51   | Address Boulevard                              |              | Dubai                 | UAE         | 370       | 72   | 2016       |
| 52   | Haitian Center Tower 2                         |              | Thanh Đảo             | Trung Quốc  | 368,9     | 74   | 2021       |
| 53   | Golden Eagle Tiandi Tower A                    |              | Nam Kinh              | Trung Quốc  | 368,1     | 77   | 2020       |
| 54   | Bank of China Tower                            |              | Hồng Kông             | Trung Quốc  | 367       | 70   | 1990       |
| 55   | Almas Tower                                    |              | Dubai                 | UAE         | 360       | 68   | 2009       |
| 56   | Ping An Finance Center Jinan                   |              | Tế Nam                | Trung Quốc  | 360       | 64   | 2023       |
| 57   | Huiyun Center                                  |              | Thâm Quyến            | Trung Quốc  | 359,2     | 80   | 2023       |
| 58   | Hanking Center                                 |              | Thâm Quyến            | Trung Quốc  | 358,9     | 65   | 2018       |
| 59   | Greenland Group Suzhou Center                  |              | Tô Châu               | Trung Quốc  | 358       | 77   | 2022       |
| 60   | Gevora Hotel                                   |              | Dubai                 | UAE         | 356       | 75   | 2017       |
| 61   | Galaxy World Tower 1                           |              | Thâm Quyến            | Trung Quốc  | 356       | 71   | 2023       |
| 62   | Galaxy World Tower 2                           |              | Thâm Quyến            | Trung Quốc  | 356       | 71   | 2023       |
| 63   | Emirates Office Tower                          |              | Dubai                 | UAE         | 355       | 54   | 1999       |
| 64   | JW Marriott Marquis Dubai Tower 1              |              | Dubai                 | UAE         | 355       | 76   | 2012       |
| 65   | JW Marriott Marquis Dubai Tower 2              | Dubai        | UAE                   | 355         | 76        | 2013 |            |
| 66   | Raffles City Chongqing T3N                     |              | Trùng Khánh           | Trung Quốc  | 354,5     | 79   | 2019       |
| 67   | Raffles City Chongqing T4N                     | Trùng Khánh  | Trung Quốc            | 354,5       | 75        | 2019 |            |
| 68   | The Torch                                      |              | Dubai                 | UAE         | 352       | 79   | 2011       |
| 69   | Forum 66 Tower 1                               |              | Thẩm Dương            | Trung Quốc  | 350,6     | 68   | 2015       |
| 70   | The Pinnacle                                   |              | Quảng Châu            | Trung Quốc  | 350,3     | 66   | 2011       |
| 71   | Xi'an Glory International Financial Center     |              | Tây An                | Trung Quốc  | 350       | 75   | 2022       |

### Cao nhất theo khu vực
| Khu vực    | Tòa nhà         | Hình ảnh | Quốc gia   | Chiều cao | Tầng | Hoàn thành |
| ---------- | --------------- | -------- | ---------- | --------- | ---- | ---------- |
| Tây Á      | Burj Khalifa    |          | UAE        | 828       | 163  | 2010       |
| Đông Nam Á | Merdeka 118     |          | Malaysia   | 678,9     | 118  | 2022       |
| Đông Á     | Tháp Thượng Hải |          | Trung Quốc | 632       | 128  | 2015       |
| Nam Á      | Palais Royale   |          | Ấn Độ      | 320       | 88   | 2018       |
| Trung Á    | Abu Dhabi Plaza |          | Kazakhstan | 311       | 75   | 2021       |
| Bắc Á      | Iset Tower      |          | Nga        | 212,8     | 52   | 2016       |

## Đang xây dựng
Bao gồm danh sách các tòa nhà chọc trời cao hơn 350 m (1.148 ft) đang xây dựng.
| Hạng | Tòa nhà                                               | Thành phố       | Quốc gia    | Chiều cao | Tầng | Hoàn thành |
| ---- | ----------------------------------------------------- | --------------- | ----------- | --------- | ---- | ---------- |
| 1    | Greenland Jinmao International Financial Center       | Nam Kinh        | Trung Quốc  | 499,8     | 102  | 2025       |
| 2    | Suzhou Zhonghan Center                                | Tô Châu         | Trung Quốc  | 499,2     | 103  | 2025       |
| 3    | Hexi Yuzui Tower A                                    | Nam Kinh        | Trung Quốc  | 498,9     | 85   | 2025       |
| 4    | China International Silk Road Center                  | Tây An          | Trung Quốc  | 498       | 101  | 2025       |
| 5    | Fuyuan Zhongshan 108 IFC                              | Trung Sơn       | Trung Quốc  | 498       | 108  | 2029       |
| 6    | Tianfu Center                                         | Thành Đô        | Trung Quốc  | 488,9     | 95   | 2026       |
| 7    | Chushang Building                                     | Vũ Hán          | Trung Quốc  | 475       | 111  | 2025       |
| 8    | Wuhan CTF Finance Center                              | Vũ Hán          | Trung Quốc  | 475       | 84   | 2026       |
| 9    | SUNAC A-ONE Tower 1                                   | Trùng Khánh     | Trung Quốc  | 470       | 103  | 2030       |
| 10   | Chengdu Greenland Tower                               | Thành Đô        | Trung Quốc  | 468       | 101  | 2024       |
| 11   | Suzhou Center North Tower                             | Tô Châu         | Trung Quốc  | 460       | --   | 2027       |
| 12   | International Land-Sea Center                         | Trùng Khánh     | Trung Quốc  | 458,2     | 98   | 2024       |
| 13   | Tianshan Gate of the World                            | Thạch Gia Trang | Trung Quốc  | 450       | 106  | 2025       |
| 14   | Cheongna City Tower                                   | Incheon         | Hàn Quốc    | 448       | 27   | 2024       |
| 15   | Signature Tower                                       | Bangkok         | Thái Lan    | 437       | 92   | 2026       |
| 16   | Greenland Shandong International Financial Center     | Tế Nam          | Trung Quốc  | 428       | 88   | 2023       |
| 17   | Shandong IFC                                          | Tế Nam          | Trung Quốc  | 428       | 88   | 2023       |
| 18   | Legacy Tower                                          | Purbachal       | Bangladesh  | 428       | 111  | 2028       |
| 19   | Nanjing Financial City Tower I                        | Nam Kinh        | Trung Quốc  | 426       | 88   | 2024       |
| 20   | Blueprint Tower 1                                     | Phnôm Pênh      | Campuchia   | 425       | 98   | --         |
| 21   | Blueprint Tower 2                                     | Phnôm Pênh      | Campuchia   | 425       | 98   | --         |
| 22   | Ningbo Central Plaza Tower 1                          | Ninh Ba         | Trung Quốc  | 409       | 80   | 2024       |
| 23   | Dongfeng Plaza Landmark Tower                         | Côn Minh        | Trung Quốc  | 407       | 100  | 2024       |
| 24   | Baoneng Binhu Center T2                               | Hợp Phì         | Trung Quốc  | 404       | --   | 2028       |
| 25   | Pollux Habibie Financial Center & International Hotel | Batam           | Indonesia   | 400       | 100  | 2024       |
| 26   | Great River Center                                    | Nam Ninh        | Trung Quốc  | 400       | 82   | 2025       |
| 27   | Hangzhou West Railway Station Hub                     | Hàng Châu       | Trung Quốc  | 399,8     | 83   | 2028       |
| 28   | Shenzhen Bay Super Headquarters Base Tower C-1        | Thâm Quyến      | Trung Quốc  | 394       | 78   | 2027       |
| 29   | Evergrande Center                                     | Thâm Quyến      | Trung Quốc  | 393,9     | 71   | 2024       |
| 30   | Haiyun Plaza                                          | Nhật Chiếu      | Trung Quốc  | 390       | 86   | 2024       |
| 31   | Greenland Star City Light Tower                       | Trường Sa       | Trung Quốc  | 379,9     | 83   | 2025       |
| 32   | Shenzhen Luohu Friendship Trading Centre              | Thâm Quyến      | Trung Quốc  | 379,9     | 83   | --         |
| 33   | The One: The One Tower                                | Colombo         | Sri Lanka   | 376       | 92   | 2023       |
| 34   | Guangdong Business Center                             | Quảng Châu      | Trung Quốc  | 375,5     | 60   | 2024       |
| 35   | China Merchants Prince Bay Tower                      | Thâm Quyến      | Trung Quốc  | 374       | 59   | 2028       |
| 36   | Hengfeng Guiyang Center Tower 1                       | Quý Dương       | Trung Quốc  | 373,5     | 77   | 2023       |
| 37   | Nanchang Ping An Financial Center                     | Nam Xương       | Trung Quốc  | 373       | 72   | 2026       |
| 38   | Xujiahui Center Tower 1                               | Thượng Hải      | Trung Quốc  | 370       | 70   | 2023       |
| 39   | Coronation Square Tower                               | Johor Bahru     | Malaysia    | 370       | 78   | --         |
| 40   | Hengli Global Operations Headquarters Tower 1         | Tô Châu         | Trung Quốc  | 369       | --   | 2025       |
| 41   | Taipei Twin Tower 1                                   | Đài Bắc         | Đài Loan    | 369       | 76   | 2027       |
| 42   | Lucheng Square                                        | Ôn Châu         | Trung Quốc  | 369       | 75   | --         |
| 43   | Ciel Tower                                            | Dubai           | UAE         | 366       | 82   | 2023       |
| 44   | Ping An Finance Center Jinan                          | Tế Nam          | Trung Quốc  | 360       | 62   | 2023       |
| 45   | Huiyun Center                                         | Thâm Quyến      | Trung Quốc  | 359,2     | 80   | 2023       |
| 46   | Naga 3 Tower A                                        | Phnôm Pênh      | Campuchia   | 358       | 75   | 2025       |
| 47   | Shenzhen Bay Super Headquarters Base Tower C-2        | Thâm Quyến      | Trung Quốc  | 355,7     | 68   | 2027       |
| 48   | Fas Alhokair Tower                                    | Riyadh          | Ả Rập Saudi | 354       | 76   | 2023       |
| 49   | Global Port Tower 1                                   | Lan Châu        | Trung Quốc  | 350       | --   | 2024       |
| 50   | Global Port Tower 2                                   | Lan Châu        | Trung Quốc  | 350       | --   | 2024       |
| 51   | Guohong Center                                        | Ôn Châu         | Trung Quốc  | 350       | 71   | 2025       |
| 52   | China Resources Huafu Tower                           | Thâm Quyến      | Trung Quốc  | 350       | 65   | --         |

## Kế hoạch, phê duyệt, đề xuất
Bao gồm danh sách các tòa nhà chọc trời cao hơn 400 m (1.312 ft)
| Hạng | Tòa nhà                                   | Thành phố         | Quốc gia    | Chiều cao | Tầng | Trạng thái |
| ---- | ----------------------------------------- | ----------------- | ----------- | --------- | ---- | ---------- |
| 1    | Millennium Challenge Tower                | Thành phố Kuwait  | Kuwait      | 1852      | 300  | Đề xuất    |
| 2    | Sky Mile Tower                            | Next Tokyo        | Nhật Bản    | 1700      | 421  | Đề xuất    |
| 3    | Burj Mubarak Al Kabir                     | Madinat al-Hareer | Kuwait      | 1001      | 234  | Đề xuất    |
| 4    | Dubai One                                 | Dubai             | UAE         | 711       | 161  | Phê duyệt  |
| 5    | Uptown Dubai Tower 1                      | Dubai             | UAE         | 711       | 115  | Phê duyệt  |
| 6    | BUMN Tower                                | Nusantara         | Indonesia   | 707       | 100  | Đề xuất    |
| 7    | LT Tower Business Bay                     | Dubai             | UAE         | 656       | 136  | Phê duyệt  |
| 8    | Signature Tower                           | Jakarta           | Indonesia   | 638       | 114  | Đề xuất    |
| 9    | Alpha Towers                              | Dubai             | UAE         | 635       | 121  | Phê duyệt  |
| 10   | Phương Trạch Financial Tower              | Hà Nội            | Việt Nam    | 630       | 108  | Kế hoạch   |
| 11   | World Capital Centre                      | Colombo           | Sri Lanka   | 625       | 110  | Đề xuất    |
| 12   | The Blade                                 | Riyadh            | Ả Rập Saudi | 610       | 128  | Đề xuất    |
| 13   | Tradewinds Square                         | Kuala Lumpur      | Malaysia    | 608       | 110  | Đề xuất    |
| 14   | Malaya 115                                | Kuala Lumpur      | Malaysia    | 596,6     | 115  | Đề xuất    |
| 15   | Taihang Pearl Tower                       | Thạch Gia Trang   | Trung Quốc  | 580       | --   | Đề xuất    |
| 16   | Diamond Tower                             | Phnôm Pênh        | Campuchia   | 555       | 125  | Đề xuất    |
| 17   | Makkasan Complex                          | Bangkok           | Thái Lan    | 550       | 120  | Phê duyệt  |
| 18   | Burj Jumeirah                             | Dubai             | UAE         | 550       | 110  | Phê duyệt  |
| 19   | Domino Tower                              | Hạ Long           | Việt Nam    | 540       | 99   | Đề xuất    |
| 20   | Lodha Project Wadala                      | Mumbai            | Ấn Độ       | 530       | 101  | Đề xuất    |
| 21   | Bursa Towers                              | Tel Aviv          | Israel      | 520       | 120  | Phê duyệt  |
| 22   | Liangjiang International                  | Nam Kinh          | Trung Quốc  | 518       | 112  | Đề xuất    |
| 23   | Hua's International Plaza                 | Vũ Hán            | Trung Quốc  | 501       | 102  | Đề xuất    |
| 24   | China Resources Hubei Landmark            | Thâm Quyến        | Trung Quốc  | 500       | --   | Kế hoạch   |
| 25   | Vân Đồn Twin Tower 1                      | Vân Đồn           | Việt Nam    | 500       | 88   | Phê duyệt  |
| 26   | Baoneng Binhu Center Tower 1              | Hợp Phì           | Trung Quốc  | 499       | --   | Đề xuất    |
| 27   | Sihanoukville Financial Tower             | Sihanoukville     | Campuchia   | 494       | 106  | Đề xuất    |
| 28   | The Jumeirah Business Bay                 | Dubai             | UAE         | 489       | 100  | Phê duyệt  |
| 29   | Joyous Housing                            | Mumbai            | Ấn Độ       | 486       | 125  | Đề xuất    |
| 30   | MGN Tower                                 | Phnôm Pênh        | Campuchia   | 485       | 85   | Đề xuất    |
| 31   | Blaze Tower                               | Kuala Lumpur      | Malaysia    | 480       | 120  | Đề xuất    |
| 32   | SRG Tower                                 | Dubai             | UAE         | 473       | 111  | Phê duyệt  |
| 33   | Fosun Bund Center T1                      | Vũ Hán            | Trung Quốc  | 470       | --   | Kế hoạch   |
| 34   | Guohua Financial Center Tower 1           | Vũ Hán            | Trung Quốc  | 465       | 79   | Kế hoạch   |
| 35   | New Dubai Skyline Tower                   | Dubai             | UAE         | 456       | 102  | Phê duyệt  |
| 36   | Asiatique Iconic Tower                    | Bangkok           | Thái Lan    | 450       | 100  | Đề xuất    |
| 37   | MC Tower                                  | Jakarta           | Indonesia   | 450       | 80   | Đề xuất    |
| 38   | Asia Plaza                                | Cao Hùng          | Đài Loan    | 431       | 103  | Đề xuất    |
| 39   | Longemont Asia Pacific Center Giai đoạn 2 | Đại Liên          | Trung Quốc  | 430       | 98   | Đề xuất    |
| 40   | Kampong Bharu Signature Tower             | Kuala Lumpur      | Malaysia    | 430       | 93   | Đề xuất    |
| 41   | Financial Street I                        | Trùng Khánh       | Trung Quốc  | 430       | 80   | Phê duyệt  |
| 42   | I-Core City Landmark I                    | Incheon           | Hàn Quốc    | 420       | 103  | Đề xuất    |
| 43   | DIFC Tower 1                              | Dubai             | UAE         | 420       | 100  | Đề xuất    |
| 44   | Tokyo 110                                 | Tokyo             | Nhật Bản    | 417       | 110  | Đề xuất    |
| 45   | City Tower 2                              | Dubai             | UAE         | 412       | 90   | Phê duyệt  |
| 46   | GIFT Diamond Tower – 1                    | Mumbai            | Ấn Độ       | 410       | 86   | Phê duyệt  |
| 47   | Z6 Plot                                   | Bắc Kinh          | Trung Quốc  | 408       | 76   | Đề xuất    |
| 48   | Greenland Optics Valley Center            | Vũ Hán            | Trung Quốc  | 400       | --   | Đề xuất    |
| 49   | Chao Phraya Gateway                       | Bangkok           | Thái Lan    | 400       | 110  | Đề xuất    |
| 50   | Shreepati Garden Tower 1                  | Mumbai            | Ấn Độ       | 400       | 110  | Phê duyệt  |
| 51   | Shreepati Garden Tower 2                  | Mumbai            | Ấn Độ       | 400       | 110  | Phê duyệt  |
| 52   | Diamond Rice Flower A                     | Hà Nội            | Việt Nam    | 400       | 100  | Đề xuất    |
| 53   | NAZA Signature Tower                      | Kuala Lumpur      | Malaysia    | 400       | 100  | Đề xuất    |
| 54   | BBCC Signature Tower                      | Kuala Lumpur      | Malaysia    | 400       | 80   | Đề xuất    |
| 55   | Celestia Spaces 1                         | Mumbai            | Ấn Độ       | 400       | 80   | Đề xuất    |
| 56   | Celestia Spaces 2                         | Mumbai            | Ấn Độ       | 400       | 80   | Đề xuất    |
| 57   | Celestia Spaces 3                         | Mumbai            | Ấn Độ       | 400       | 80   | Đề xuất    |
| 58   | Celestia Spaces 4                         | Mumbai            | Ấn Độ       | 400       | 80   | Đề xuất    |
| 59   | Celestia Spaces 5                         | Mumbai            | Ấn Độ       | 400       | 80   | Đề xuất    |
| 60   | Celestia Spaces 6                         | Mumbai            | Ấn Độ       | 400       | 80   | Đề xuất    |
| 61   | Celestia Spaces 7                         | Mumbai            | Ấn Độ       | 400       | 80   | Đề xuất    |
| 62   | Celestia Spaces 8                         | Mumbai            | Ấn Độ       | 400       | 80   | Đề xuất    |
| 63   | One Galleon Place                         | Pasig             | Philippines | 400       | 75   | Kế hoạch   |
| 64   | Bein Arim Tower                           | Tel Aviv          | Israel      | 400       | 100  | Phê duyệt  |
| 65   | Vân Đồn Twin Tower 2                      | Vân Đồn           | Việt Nam    | 400       | 74   | Phê duyệt  |

## Đang trì hoãn hoặc hủy bỏ
| Hạng | Tòa nhà                                  | Thành phố    | Quốc gia    | Chiều cao | Tầng | Trạng thái |
| ---- | ---------------------------------------- | ------------ | ----------- | --------- | ---- | ---------- |
| 1    | Jeddah Tower                             | Jeddah       | Ả Rập Saudi | 1008      | 167  | Trì hoãn   |
| 2    | Sky City                                 | Trường Sa    | Trung Quốc  | 838       | 202  | Hủy bỏ     |
| 3    | Tower M (KLCC East Gate)                 | Kuala Lumpur | Malaysia    | 700       | 145  | Trì hoãn   |
| 4    | Changchun World Trade Center             | Trường Xuân  | Trung Quốc  | 631       | 126  | Hủy bỏ     |
| 5    | Super Tower - GLand                      | Bangkok      | Thái Lan    | 615       | 125  | Hủy bỏ     |
| 6    | Goldin Finance 117                       | Thiên Tân    | Trung Quốc  | 597       | 117  | Trì hoãn   |
| 7    | Kowloon MTR Tower                        | Hồng Kông    | Trung Quốc  | 574       | 102  | Hủy bỏ     |
| 8    | Entisar Tower                            | Dubai        | UAE         | 570       | 121  | Trì hoãn   |
| 9    | Hyundai Global Business Center           | Seoul        | Hàn Quốc    | 569       | 105  | Trì hoãn   |
| 10   | Phnom Penh Twin World Trade Center 1     | Phnôm Pênh   | Campuchia   | 561,7     | 133  | Trì hoãn   |
| 11   | Phnom Penh Twin World Trade Center 2     | Phnôm Pênh   | Campuchia   | 561,7     | 133  | Trì hoãn   |
| 12   | Pertamina Energy Tower                   | Jakarta      | Indonesia   | 523       | 99   | Hủy bỏ     |
| 13   | Evergrande Hefei Center T1               | Hợp Phì      | Trung Quốc  | 518       | 112  | Trì hoãn   |
| 14   | Dalian Greenland Center                  | Đại Liên     | Trung Quốc  | 518       | 88   | Trì hoãn   |
| 15   | Pentominium                              | Dubai        | UAE         | 516       | 122  | Trì hoãn   |
| 16   | Tianjin R&F Guangdong Tower              | Thiên Tân    | Trung Quốc  | 468       | 91   | Trì hoãn   |
| 17   | Evergrande City Light                    | Ninh Ba      | Trung Quốc  | 453,5     | 88   | Trì hoãn   |
| 18   | Marina 106                               | Dubai        | UAE         | 445       | 107  | Trì hoãn   |
| 19   | EX Tower                                 | Jakarta      | Indonesia   | 441       | 98   | Hủy bỏ     |
| 20   | Diamond Tower                            | Jeddah       | Ả Rập Saudi | 432       | 93   | Trì hoãn   |
| 21   | Chongqing Tall Tower                     | Trùng Khánh  | Trung Quốc  | 431       | 101  | Trì hoãn   |
| 22   | Greenland Center                         | Côn Minh     | Trung Quốc  | 428       | --   | Trì hoãn   |
| 23   | Haikou Tower                             | Hải Khẩu     | Trung Quốc  | 428       | 94   | Trì hoãn   |
| 24   | Nanjing Olympic Suning Tower             | Nam Kinh     | Trung Quốc  | 419,8     | 99   | Trì hoãn   |
| 25   | Tai-Tang Commercial Tower 1              | Cao Hùng     | Đài Loan    | 405       | 95   | Hủy bỏ     |
| 26   | Riyadh Tower                             | Riyadh       | Ả Rập Saudi | 389       | 98   | Trì hoãn   |
| 27   | La Maison by HDS                         | Dubai        | UAE         | 387,5     | 105  | Trì hoãn   |
| 28   | Forum 66 Tower 2                         | Thẩm Dương   | Trung Quốc  | 384       | 76   | Trì hoãn   |
| 29   | Guiyang World Trade Center               | Quý Dương    | Trung Quốc  | 380       | 92   | Trì hoãn   |
| 30   | Kweichow Moutai Tower                    | Thẩm Dương   | Trung Quốc  | 369       | --   | Trì hoãn   |
| 31   | Arabtec Tower                            | Dubai        | UAE         | 369       | 77   | Trì hoãn   |
| 32   | Baoneng Shenyang Global Financial Center | Thẩm Dương   | Trung Quốc  | 366       | 75   | Trì hoãn   |
| 33   | Dubai Towers 1                           | Jeddah       | Ả Rập Saudi | 360       | 82   | Trì hoãn   |
| 34   | Al Mada Towers                           | Jeddah       | Ả Rập Saudi | 358       | 80   | Trì hoãn   |
| 35   | Sino Steel Tower                         | Thiên Tân    | Trung Quốc  | 358       | 80   | Trì hoãn   |
| 36   | Guowei ZY Plaza                          | Châu Hải     | Trung Quốc  | 350       | 62   | Trì hoãn   |

## Mốc thời gian của tòa nhà cao nhất châu Á
| Số năm cao nhất | Tòa nhà                  | Hình ảnh | Thành phố    | Quốc gia   | Chiều cao | Tầng |
| --------------- | ------------------------ | -------- | ------------ | ---------- | --------- | ---- |
| 1922 – 1927     | Nanfang Building         |          | Quảng Châu   | Trung Quốc | 49        | 12   |
| 1927 – 1929     | Customs House            |          | Thượng Hải   | Trung Quốc | 82        | 9    |
| 1929 – 1934     | Sassoon House            |          | Thượng Hải   | Trung Quốc | 83        | 10   |
| 1934 – 1963     | Park Hotel Shanghai      |          | Thượng Hải   | Trung Quốc | 84        | 24   |
| 1963 – 1965     | Habib Bank Plaza         |          | Karachi      | Pakistan   | 101       | 25   |
| 1965 – 1968     | Shalom Meir              |          | Tel Aviv     | Israel     | 130       | 34   |
| 1968 – 1972     | Kasumigaseki Building    |          | Tokyo        | Nhật Bản   | 156       | 36   |
| 1972 – 1974     | Connaught Centre         |          | Hồng Kông    | Hồng Kông  | 178       | 52   |
| 1974 – 1978     | Shinjuku Mitsui Building |          | Tokyo        | Nhật Bản   | 225       | 55   |
| 1978 – 1985     | Sunshine 60              |          | Tokyo        | Nhật Bản   | 239       | 60   |
| 1985 – 1986     | 63 Building              |          | Seoul        | Hàn Quốc   | 274       | 63   |
| 1986 – 1990     | One Raffles Place        |          | Singapore    | Singapore  | 280       | 63   |
| 1990 – 1992     | Bank of China Tower      |          | Hồng Kông    | Hồng Kông  | 367       | 70   |
| 1992 – 1996     | Central Plaza            |          | Hồng Kông    | Hồng Kông  | 374       | 78   |
| 1996 – 1997     | Shun Hing Square         |          | Thâm Quyến   | Trung Quốc | 384       | 69   |
| 1997 – 1998     | CITIC Plaza              |          | Quảng Châu   | Trung Quốc | 390,2     | 80   |
| 1998 – 2004     | Petronas Tower 1&2       |          | Kuala Lumpur | Malaysia   | 451,9     | 88   |
| 2004 – 2010     | Taipei 101               |          | Đài Bắc      | Đài Loan   | 508       | 101  |
| 2010 – Hiện tại | Burj Khalifa             |          | Dubai        | UAE        | 828       | 163  |